# Manfred Korfmann
Manfred O. Korfmann (26 d'abril del 1942, Colònia - 11 d'agost del 2005, Ofterdingen) fou un arqueòleg alemany. Com a col·laborador escolar a Bleit Jala/Betlem (Jordània, actual Cisjordània), començà el seu gran interès per l'anatomia. Tot seguit, decidí prosseguir els seus estudis entre el 1962 i 1970 en prehistòria i història antiga a més d'anatomia a la Universitat de Francfort i a la Universitat Americana de Beirut. Es graduà el 1970 a Francfort. Entre el 1971 i 1972 fou investigador científic en aquesta universitat amb el projecte de DFG per a cartografiar Àfrica. Després treballà entre el 1971 i 1978 com a assessor científic de l'Institut Arqueològic Alemany (departament d'Istambul) en les excavacions de Demircihueyuek. Entre el 1978 i 1982 fou investigador al DAI Berlín. El 1980 va obtenir la llicenciatura i fou professor privat a Francfort. Va obtenir el 1982 la càtedra de prehistòria i història antiga a la Universitat de Tubinga.
El 1988 el govern turc va atorgar-li un permís exclusiu per a excavar-hi. Durant les campanyes d'excavacions de Troia sota la direcció de Korfmann, foren excavats 13.240 metres quadrats per 370 científics.
El treball de Korfmann a la ciutat baixa de Troia ha demostrat la importància de la ciutat (de la que antics historiadors en dubtaven) i el paper que jugà en l'àrea mediterrània la Troia de l'Edat del Bronze.
El 2001 i 2002 va produir-se un gran debat al món científic sobre els seus descobriments. A Tubinga, en febrer del 2002, Korfmann argumentà les seves conclusions sobre Troia. El punt principal de la controvèrsia fou la mida real de Troia de l'edat del bronze. L'excavació d'agost del 2003 a Troia recolzà la teoria de Korfmann: "Troia era molt més gran del que s'havia acceptat fins ara, i les meves excavacions ho poden demostrar".
El 1996, Korfmann ajudà a l'establiment d'un parc històric nacional a Troia i dos anys més tard la UNESCO declarà el jaciment arqueològic patrimoni de la humanitat.
El científic acceptà el 2004 la nacionalitat turca de mans del govern de Turquia, per les seves contribucions a la nació. I hi afegí Osman al seu segon nom.
Degut a Korfmann, l'interès per Troia ha augmentat enormement. Les excavacions de Korfmann foren una revifalla de l'entusiasme pel mite de la guerra de Troia. El desig de Korfmann ha estat que les excavacions continuessin. A finals d'agost del 2005 treballaven a Troia uns 45 científics, la majoria de la Universitat de Tubinga.
Korfmann tenia l'esperança que el govern turc complís el seu desig de construir-hi un museu a Troia. També, degut a la seva iniciativa, el 2001, va tenir lloc una gran exposició sobre Troia a Stuttgart, anomenada "Troia, somni i realitat". L'exposició va atènyer la xifra de 800.000 visitants.
A més de les excavacions de Troia, també ha realitzat excavacions en altres llocs, com el Caucas i Àsia Central.
Va morir de càncer de pulmó l'onze d'agost del 2005, a l'edat de 63 anys, a casa seva, a Ofterdingen, ciutat propera a Tubinga.